# Слушание по делу Оппенгеймера о безопасности

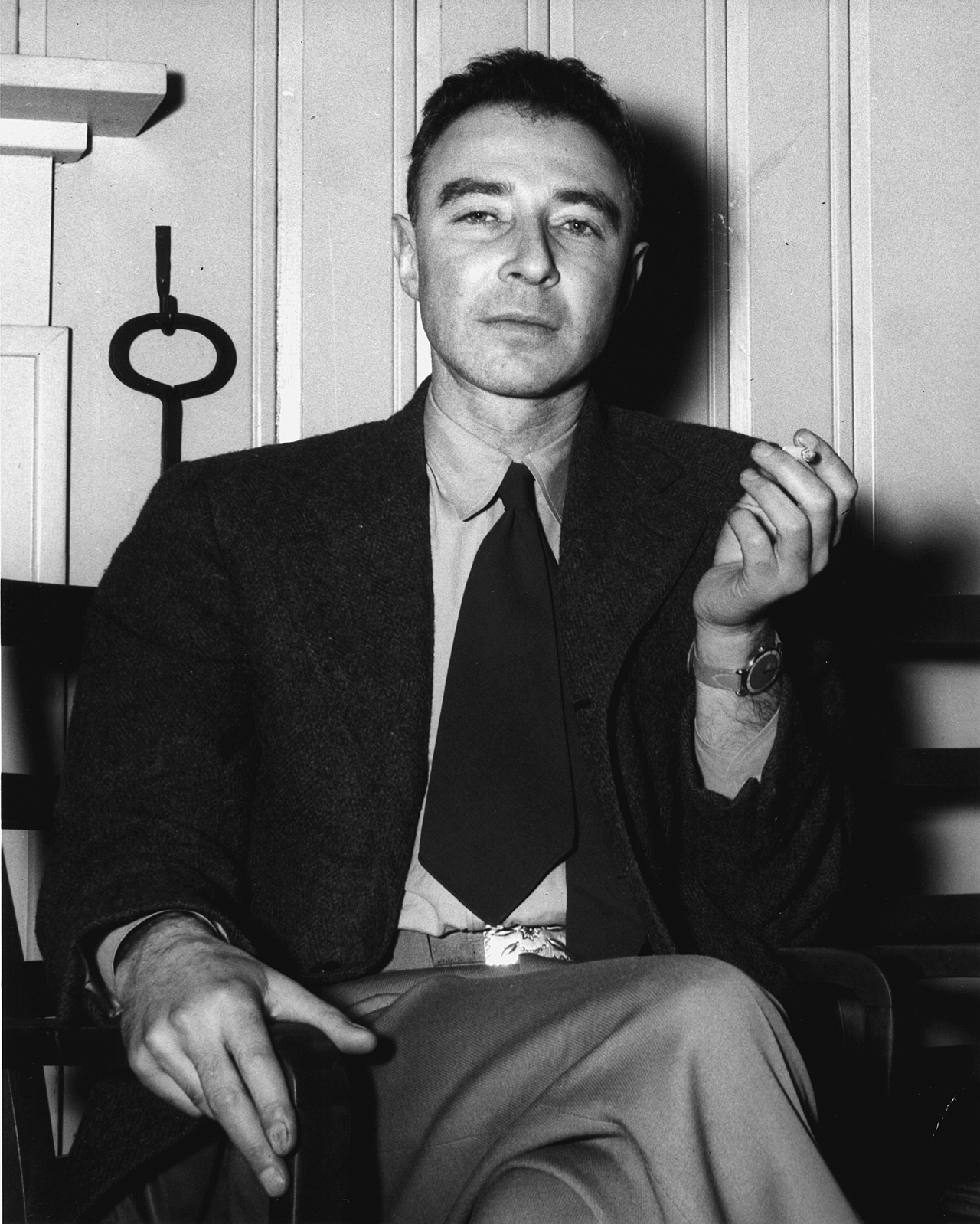
Дж. Роберт Оппенгеймер был допрошен на спорном четырёхнедельном слушании в 1954 году.

Слушания по делу Роберта Оппенгеймера о безопасности были проведены Комиссией по атомной энергии США (AEC) в 1954 году. В ходе этих слушаний рассматривались его действия и возможные связи, которые могли привести к утечке ядерных секретов США. Роберт Оппенгеймер был американским учёным, который возглавлял Лос-Аламосскую лабораторию во время Второй мировой войны и сыграл ключевую роль в Манхэттенском проекте по созданию атомной бомбы. После слушаний его допуск к материалам, составляющим государственную тайну (англ. Q clearance), был аннулирован. Это привело к прекращению его формальных отношений с правительством США, а впоследствии вызвало серьёзные споры о справедливости обращения с ним и серьёзные подозрения в антикоммунистическом маккартизме со стороны правительства США.
Сомнения в лояльности Оппенгеймера восходят к 1930-м годам, когда он был членом многочисленных коммунистических организаций и связан с членами Коммунистической партии США, которыми были его жена, брат и невестка. Его связи уже были известны армейской контрразведке, когда он был назначен директором Лос-Аламосской лаборатории в 1942 году и председателем Генерального консультативного комитета AEC (англ. General Advisory Committee of AEC , GAC) в 1947 году. Оппенгеймер оказался вовлечён в конфликты между армией США и ВВС США относительно типов ядерного оружия, необходимого стране, в технические споры между учёными о возможности создания водородной бомбы, а также в личные конфликты с руководителем AEC Льюисом Штраусом.
Разбирательство началось после того, как Оппенгеймер решил добровольно отказаться от своего допуска к секретной информации, работая в правительстве в качестве консультанта по атомному оружию по контракту, который истекал в конце июня 1954 года. Несколько его коллег дали показания на слушаниях. В результате решения двух судей из трех, он был лишён допуска к секретным материалам за день до истечения срока его контракта в качестве консультанта. Комиссия установила, что он был лоялен и осторожен с атомными секретами, но не рекомендовала восстанавливать его допуск к секретным данным. Однако 16 декабря 2022 года министр энергетики США Дженнифер Грэнхолм аннулировала решение 1954 года, заявив, что оно было результатом «процесса с ошибками», и подтвердила, что Оппенгеймер был лоялен.
Потеря допуска к секретным материалам положила конец роли Оппенгеймера в правительстве и политике. Он стал академическим изгнанником, отрезанным от своей прежней карьеры и общества, к созданию которого он был причастен. Репутация тех, кто давал показания против Оппенгеймера, также была подорвана, но позже реабилитирована частично президентами Джоном Ф. Кеннеди и Линдоном Б. Джонсоном. Краткий период, когда учёные рассматривались как «проповедники публичной политики» (англ. public policy priesthood), закончился, и после этого они стали служить государству преимущественно для выражения узких научных мнений. Учёные, работающие в правительстве, были предупреждены о том, что инакомыслие больше недопустимо.

## История

### Роберт Оппенгеймер
Перед Второй мировой войной Дж. Роберт Оппенгеймер был профессором физики в Калифорнийском университете в Беркли. Он был отпрыском богатой семьи из Нью-Йорка и получил высшее образование в Гарвардском университете. Также он учился в Европе в Кембриджском университете в Англии, в Гёттингенском университете в Германии (где в возрасте 23 лет защитил докторскую степень по физике под руководством Макса Борна) и Лейденском университете в Нидерландах. Оппенгеймер был одним из немногих американских физиков, обладавших глубоким пониманием новой области физики — квантовой механики. Это позволило ему принять работу в Калифорнийском университете в 1929 году.
Физик-теоретик Оппенгеймер достиг значительных успехов в своей карьере. В статье 1930 года по уравнению Дирака он предсказал существование позитрона. В 1938 году в соавторстве с Робертом Сербером, он исследовал свойства белых карликов. Эти исследования последовали за эссе, которое он написал в соавторстве с одним из своих учеников, Джорджем Волковым, в котором был продемонстрирован «предел Толмена-Оппенгеймера-Волкова» для массы звёзд, выше которой они должны подвергнуться гравитационному коллапсу.
В 1939 году, вместе с другим своим учеником Хартландом Снайдером Оппенгеймер пошёл ещё дальше и предсказал существование чёрных дыр. Пройдут десятилетия, прежде чем значение их работы будет полностью оценено.
Тем не менее, Оппенгеймер не был широко известен до войны и, конечно, не пользовался такой известностью, как его друг и коллега Эрнест О. Лоуренс, который получил Нобелевскую премию по физике в 1939 году за изобретение циклотрона. Однако, как физик-экспериментатор, Лоуренс полагался на Оппенгеймера, и именно Лоуренс привлёк Оппенгеймера к усилиям по разработке атомной бомбы, которые стали известны как Манхэттенский проект.
Бригадный генерал Лесли Р. Гровс младший стал директором Манхэттенского проекта 8 сентября 1942 года и встретился с Оппенгеймером в Беркли. На встрече Оппенгеймер проинформировал Гровса о работе, проделанной к тому моменту над «Супер» (термоядерной) бомбой. Позже, 8 октября, Оппенгеймер сообщил Гровсу о необходимости создать специальную лабораторию по разработке оружия. Гровс согласился, и после второй встречи с Оппенгеймером в поезде 15 октября он решил, что Оппенгеймер — это тот человек, который ему нужен, чтобы возглавить будущую Лос-Аламосскую лабораторию, несмотря на отсутствие у Оппенгеймера Нобелевской премии или административного опыта.
После окончания войны, в результате атомной бомбардировки Хиросимы и Нагасаки, учёные стали героями. Оппенгеймер стал знаменитостью, его изображение украшало первые страницы газет и обложки журналов. Журнал Life описал его как «одного из самых известных людей в мире, одного из самых почитаемых, цитируемых, фотографируемых, консультируемых, прославляемых, почти обожествлённых как невероятный и очаровательный архетип совершенно нового типа героя, героя науки и интеллекта, создателя и живого символа новой атомной эры».

### Инцидент Шевалье
Многие из коллег Оппенгеймера в годы перед Второй мировой войной были членами Коммунистической партии США. Среди них были его жена Китти, чей второй муж Джо Даллет был убит, сражаясь с батальоном Линкольна во время Гражданской войны в Испании; его брат Фрэнк Оппенгеймер и жена Фрэнка, Джеки; и его девушка Джин Тэтлок. Одним из его коллег-коммунистов был доцент французской литературы Хокон Шевалье, с которым они познакомились на митинге испанских лоялистов и стали соучредителями отделения Американской федерации учителей в Беркли, известного как «Local 349».
В марте 1941 года Федеральное бюро расследований начало вести досье на Оппенгеймера после его участия в собрании в доме Шевалье в декабре 1940 года, на котором присутствовали также государственный секретарь Коммунистической партии Калифорнии Уильям Шнайдерман и её казначей Исаак Фолкофф, которые были объектами наблюдения и прослушивания ФБР. Агенты отметили номерной знак машины Оппенгеймера. ФБР также отметило, что Оппенгеймер был членом исполнительного комитета Американского союза гражданских свобод, который они считали частью сети прокоммунистических организаций. В результате ФБР добавило Оппенгеймера в свой список лиц под наблюдением для возможного ареста на случай объявления чрезвычайного положения в США.

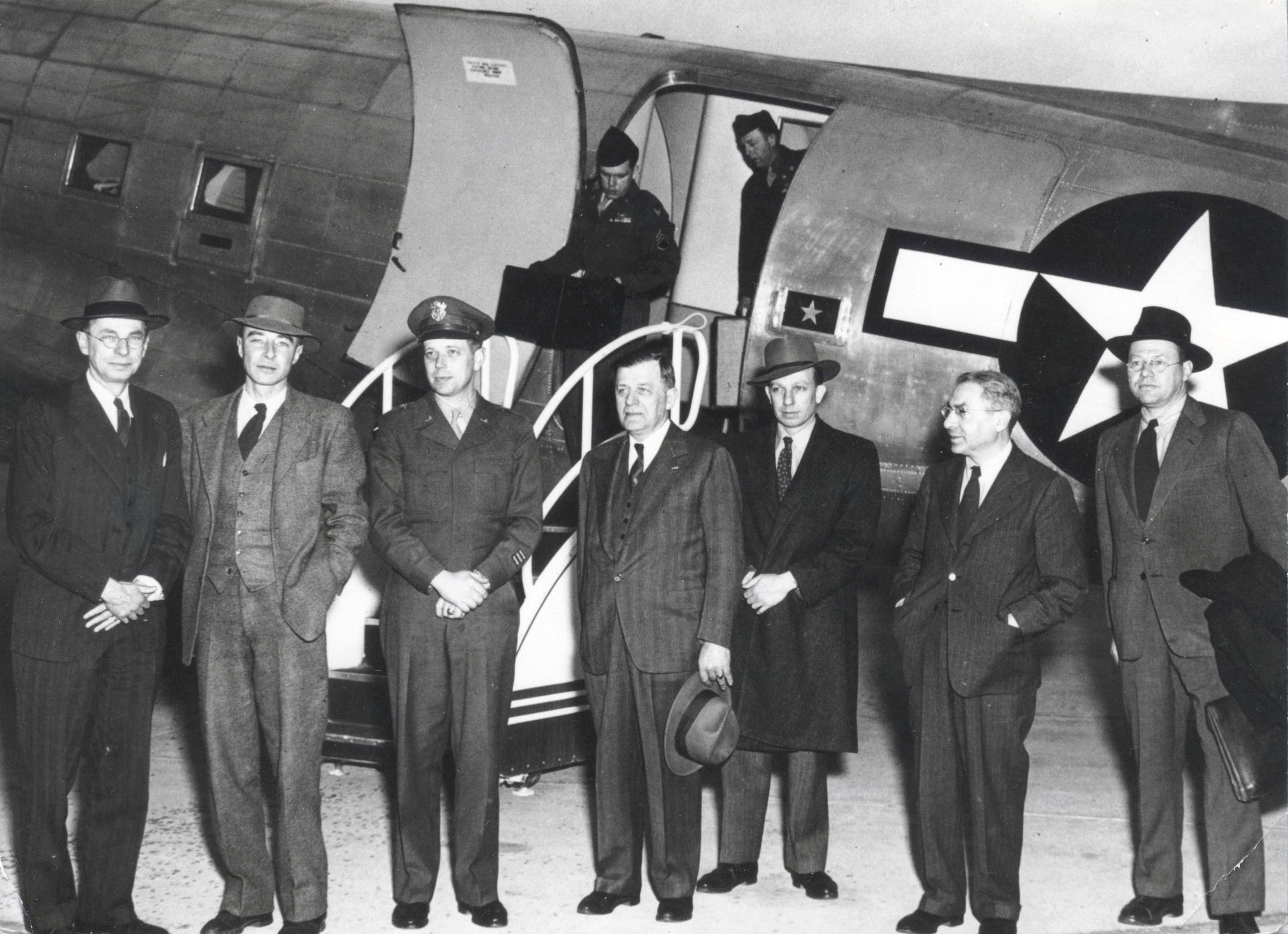
Генеральный консультативный комитет (GAC) Комиссии по атомной энергии (AEC) в 1947 году; слева направо: Джеймс Б. Конант, Дж. Роберт Оппенгеймер, бригадный генерал Джеймс МакКормак, Хартли Роу, Джон Х. Мэнли, Исидор Исаак Раби и Роджер С. Уорнер

В январе или феврале 1943 года у Шевалье состоялся короткий разговор с Оппенгеймером у последнего дома на кухне. Шевалье сообщил Оппенгеймеру, что существует учёный по имени Джордж Элтентон, который, по его словам, может передавать от учёных США техническую информацию Советскому Союзу. Однако Оппенгеймер отклонил это предложение, но и не сообщил об этом правоохранительным органам до августа 1943 года. В 1943 году он добровольно рассказал об этом эпизоде офицерам службы безопасности Манхэттенского проекта. Он также сообщил о том, что три его сотрудника в Беркли получили предложение передать ядерные секреты США от неизвестного человека, утверждающего, что он действует от имени Советского Союза. Этот человек работал на Shell Oil и имел связи с коммунистами. Оппенгеймер назвал его Джорджем Элтентоном.
Когда в декабре 1943 года в Лос-Аламосе Гровс настоял на более детальном расследовании этого инцидента, Оппенгеймер опознал Шевалье как человека, обратившегося к нему, и сообщил Гровсу, что единственным объектом интереса Шевалье был его брат Франк. В любом случае, Гровс считал Оппенгеймера слишком важным для целей союзников, связанных с созданием атомных бомб и победой в войне, чтобы смещать его из-за каких-либо подозрительных обстоятельств. Поэтому 20 июля 1943 года Гровс приказал, чтобы Оппенгеймер получил допуск к государственной тайне «незамедлительно, независимо от имеющейся у вас информации о нём. Он абсолютно необходим для проекта».
Оппенгеймер был допрошен ФБР 5 сентября 1946 года. В ходе допроса он рассказал об «инциденте с Шевалье» и дал противоречивые объяснения. Оппенгеймер утверждал, что Шевалье обращался только к нему одному и объяснял, что у того есть потенциальный канал через Элтентона для передачи Советам секретной информации. Однако Оппенгеймер также заявлял, что намеренно придумал другие контакты, чтобы скрыть личность Шевалье, так как иначе идентифицировать Шевалье было бы слишком легко, если бы он назвал только один контакт. Противоречивые показания Оппенгеймера относительно событий 1943 года и непоследовательность его рассказа стали важными аспектами в расследовании 1954 года.
Закон Мак-Магона, принятый Комиссией по атомной энергии (AEC), требовал, чтобы все сотрудники, которые имели допуски к государственной тайне во время войны, выданные Манхэттенским проектом, прошли новый опрос ФБР и повторную сертификацию. Это решение было принято в результате объявления 16 февраля 1946 года об аресте 22 человек в Канаде, разоблачённых в результате побега советского шифровальщика Игоря Гузенко в сентябре 1945 года.
Президент Гарри С. Трумэн назначил Оппенгеймера в Генеральный консультативный комитет Комиссии по атомной энергии (GAC) 10 декабря 1946 года. По этому поводу ФБР провело опрос двадцати сотрудников Оппенгеймера, включая Роберта Бахера, Эрнеста Лоуренса, Энрико Ферми и Роберта Гордона Спроула. Директор Манхэттенского проекта Лесли Гровс и министр обороны Роберт Портер Паттерсон предоставили письменные заявления в поддержку Оппенгеймера. Председатель Комиссии по атомной энергии Дэвид Лилиенталь и Ванневар Буш обсудили этот вопрос с помощником Трумэна Кларком Клиффордом в Белом доме. Показания Джона Лэнсдейла младшего оказались особенно убедительными. Он допрашивал Оппенгеймера по поводу инцидента с Шевалье в 1943 году и настоятельно поддерживал его. 11 августа 1947 года Комиссия по атомной энергии единогласно проголосовала за предоставление Оппенгеймеру допуска к государственной тайне. На первом заседании GAC 3 января 1947 года Оппенгеймер был единогласно избран его председателем.

### Послевоенные конфликты
ФБР планировало найти компрометирующие улики на политических противников Оппенгеймера, связанных с коммунистами. Одним из таких противников был Льюис Штраус, комиссар Комиссии по атомной энергии (AEC). Штраус возмущался унизительной ситуацией, вызванной допросом Оппенгеймера перед Конгрессом по вопросу противодействия экспорту радиоактивных изотопов в другие страны, которые, по мнению Штрауса, могли иметь военное применение.
В июне 1949 года Оппенгеймеру, в качестве председателя GAC, потребовалось явиться на заседание Объединённого комитета по атомной энергии (Joint Committee on Atomic Energy, JCAE) для обсуждения этого вопроса. Остальные четыре комиссара AEC выступили против Штрауса, что заставило его обратиться в JCAE, пытаясь добиться отмены решения. В результате Штраус столкнулся с ошеломляющим унижением Оппенгеймер свидетельствовал, что:

Никто не может заставить меня сказать, что вы не cможете использовать эти изотопы для атомной энергии. Вы можете использовать лопату для получения атомной энергии. Вы можете использовать бутылку пива для атомной энергии. И в действительности именно так грубо вы и поступаете. Факт в том, что во время войны и после войны источники материалов не играли никакой значительной роли... Моя собственная оценка важности изотопов состоит в том, что они значительно менее важны, чем электронные устройства, но гораздо более важны, скажем, чем витамины, которые где-то посередине.
После разногласий по поводу того, были ли некоторые ученики Оппенгеймера, такие как Дэвид Бом, Росс Ломаница и Бернард Петерс, коммунистами во время их работы в Беркли, Оппенгеймер был вызван для дачи показаний перед комитетом Палаты представителей по антиамериканской деятельности. На слушаниях он признал, что имел связи с Коммунистической партией в 1930-х годах и назвал некоторых из своих учеников коммунистами или близко связанными с ними. В результате Бом и Петерс покинули страну, а Ломаниц был вынужден покинуть свою должность и впоследствии работать разнорабочим.
Кроме того, Франк Оппенгеймер был уволен из университета, и в течение десяти лет он не смог найти работу в области физики. В итоге он и его жена Джеки начали заниматься скотоводством в Колорадо. Однако их репутация была реабилитирована в 1959 году, и в 1969 году они основали в Сан-Франциско «Эксплораториум» (англ. Exploratorium), который стал успешным и интересным научно-популярным музеем.
Дэвид Кайзер отметил, что:

Эти дюжина или около того теоретических физиков, конечно, столкнулись с критикой по множеству причин; сейчас, с учётом обстоятельств, их проблемы кажутся практически одинаковыми. Большинство из них были евреями. Некоторые из них были активны в организации труда до или во время войны. Некоторые в юности поддавались обаянию Коммунистической партии. Многие активно участвовали в других левых политических организациях после войны. Однако, возможно, наиболее важным фактором были их тесные и долгосрочные связи с Робертом Оппенгеймером...

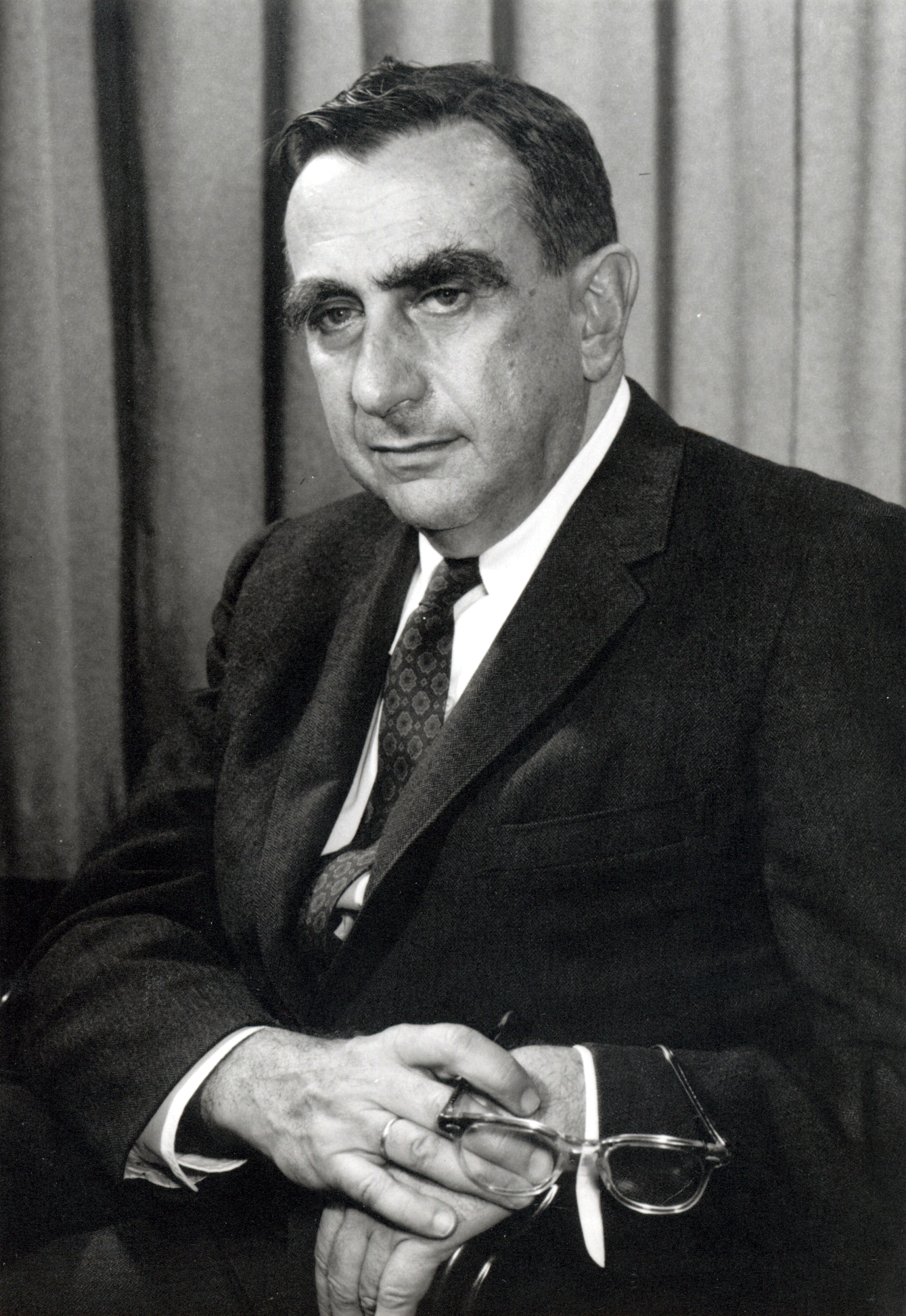
Эдвард Теллер, столкнувшийся с Оппенгеймером по поводу водородной бомбы, свидетельствовал против него.

С 1949 по 1953 год Оппенгеймер столкнулся со спорами относительно разработки термоядерного оружия, известного как «Супер». В 1949 году Советский Союз провёл успешное испытание атомной бомбы, что вызвало шок у многих американцев. Оппенгеймеру пришлось сыграть ключевую роль в проверке и подтверждении факта взрыва советской атомной бомбы.
В ответ на это событие Льюис Штраус рекомендовал Соединённым Штатам сохранить ядерное превосходство, разработав термоядерное оружие «Супер». Вопрос разработки такого оружия был активно обсуждён в Лос-Аламосе в течение нескольких лет. Бригадный генерал Джеймс Маккормак сообщил комиссарам AEC, что, хотя термоядерное оружие имеет потенциально тысячекратно большую мощность по сравнению с ядерным оружием, к 1949 году не существовало работающей конструкции, и никто не был уверен, что рабочая бомба может быть создана в принципе. Он также предупредил, что для создания термоядерного оружия «Супер» вероятно потребуется большое количество трития, которое можно было бы получить только путём отключения ядерных реакторов AEC от производства плутония.
Штраус нашёл союзников в лице Эрнеста Лоуренса и Эдварда Теллера, которые во время войны возглавляли группу «Супер» в Лос-Аламосе. Однако, когда вопрос разработки «Супер» был передан в Генеральный консультативный комитет (GAC), комитет единогласно проголосовал против экстренной программы разработки термоядерного оружия. Это решение было обосновано отсутствием работающей конструкции и отсутствием ясной военной необходимости. Казалось неэффективным отвлекать ресурсы от разработки атомных бомб без конкретных перспектив.
Тем не менее, президент Гарри Трумэн 31 января 1950 года санкционировал продолжение работ по созданию водородной бомбы. Теллер, Ферми, Джон фон Нейман и Стэн Улам приложили немыслимые усилия, чтобы предложить рабочий проект, и, наконец, Теллер разработал работоспособную конструкцию.
Оппенгеймер рассмотрел конструкцию и данные, полученные в ходе испытаний операции «Парник» (англ. Operation Greenhouse) в мае 1951 года, и признал, что «Новый Супер» технически осуществим. Вскоре после этого Теллер уехал из Лос-Аламоса и с Лоуренсом основал Ливерморскую национальную лабораторию в 1952 году, чтобы продолжить работы по разработке ядерного оружия.
Термоядерное стратегическое оружие до разработки баллистических ракет большой дальности обязательно должно было доставляться бомбардировщиками дальнего действия под управлением относительно новых Военно-Воздушных Сил США. Однако Оппенгеймер настаивал на создании меньшего «тактического» ядерного оружия, которое было бы более полезным против вражеских войск в ограниченном театре военных действий и находилось бы под контролем армии. Это было осуществимо с помощью проектов и исследовательских групп Project Vista и Lincoln Summer Study Group.
Оппенгеймер также предложил инвестировать в противовоздушную оборону от ядерных нападений, что потенциально отнимало ресурсы у ответной ударной миссии Военно-Воздушных Сил. В роли председателя Группы консультантов Государственного департамента по разоружению Оппенгеймер поддерживал отсрочку первого испытания водородного устройства под названием «Ivy Mike». Такие позиции вызывали недовольство и подозрения со стороны Военно-Воздушных Сил, которые не разделяли его взглядов на ядерное оружие и его применение.

### Заявления в письме Бордена
7 ноября 1953 года Джон Эдгар Гувер получил письмо от Уильяма Лискама Бордена, бывшего исполнительного директора Объединённого комитета Конгресса США по атомной энергии, в котором Борден выразил своё мнение, «основанное на многолетнем изучении имеющихся секретных свидетельств», что «более вероятно, чем нет», Дж. Роберт Оппенгеймер является агентом Советского Союза. Это мнение было основано на обширном правительственном досье о расследовании дела Оппенгеймера, включавшем «одиннадцатилетнее детальнейшее наблюдение за жизнью учёного». Его офис и дом подвергались прослушиванию, а его телефон и почта подвергались прослушиванию и вскрытию.
Подобные обвинения и расследования привели к серьёзному разногласию и противоречиям в отношении Оппенгеймера. Его лояльность и преданность национальной безопасности США были подвергнуты сомнению.
В письме Бордена говорилось следующее:

Мнение подчёркивает среди прочих следующие особые факторы:
1. Доказательства указывают на то, что к апрелю 1942 года: 
(a) Он регулярно вносил значительные суммы денег в Коммунистическую партию; 
(b) Его связи с коммунизмом продержались после советско-германского пакта и советского нападения на Финляндию; 
(c) Его жена и младший брат были коммунистами; 
(d) У него не было близких друзей, кроме коммунистов; 
(e) У него была как минимум одна любовница коммунистических взглядов;
(f) Он принадлежал только к коммунистическим организациям помимо профессиональных; 
(g) Люди, которых он привлёк в начальный период военного атомного проекта в Беркли, были исключительно коммунистами; 
(h) Он содействовал привлечению новых членов в Коммунистическую партию, и 
(i) Он поддерживал частый контакт с агентами советской разведки.
2. Доказательства указывают на то, что: 
(a) В мае 1942 года он либо прекратил вносить взносы в Коммунистическую партию, либо начал делать это через новый неизвестный канал; 
(b) В апреле 1943 года он был включён в список лиц для проверки проблем с допуском к секретным материалам; 
(c) Он сам был осведомлён о том, что его имя было представлено на проверку безопасности, и 
(d) После этого он многократно предоставлял ложную информацию генералу Гровсу, руководству Манхэттенского проекта и ФБР относительно периода с 1939 года по апрель 1942 года.
3. Доказательства указывают на то, что: 
(a) Он был ответственен за наём нескольких коммунистов, в том числе не технического персонала, во время военных испытаний в Лос-Аламосе; 
(b) Он выбрал одного из таких лиц для написания официальных протоколов Лос-Аламоса; 
(c) Он с энтузиазмом поддерживал программу разработки водородной бомбы до 6 августа 1945 года (Хиросимы), после чего убеждал каждого высокопоставленного сотрудника, работающего в этой области, прекратить её разработку; 
(d) Он был активным сторонником программы разработки атомной бомбы до окончания войны, после чего незамедлительно и открыто выступил за роспуск Лаборатории Лос-Аламос.
4. Доказательства указывают на то, что: 
(a) Он играл ключевую роль в решениях военных властей и Комиссии по атомной энергии на практическое прекращение разработки водородной бомбы с середины 1946 года до 31 января 1950 года (дата публичного заявления президента Трумэна о том, что Соединённые Штаты в ответ на новую советскую атомную бомбу намерены строить водородную бомбу);
(b) С 31 января 1950 года и далее он неустанно работал над торможением программы разработки водородной бомбы в США; 
(c) Он использовал своё влияние против всех поствоенных усилий по расширению производства материалов для атомной бомбы; 
(d) Он использовал своё влияние против всех поствоенных усилий, направленных на получение большего количества сырья из производства урана;
(e) Он использовал своё влияние против всех основных поствоенных усилий по развитию ядерной энергетики, включая программы с ядерным подводным и авиационным двигателем, а также проекты промышленной ядерной энергетики.
В письме было упомянуто, что Оппенгеймер выступал против разработки водородной бомбы и также против послевоенного развития атомной энергетики, включая атомные электростанции и атомные подводные лодки:

1. Между 1939 годом и серединой 1942 года скорее всего Дж. Роберт Оппенгеймер был настолько закалённым коммунистом, что он либо добровольно предоставлял информацию о шпионаже Советам, либо соглашался на такие запросы. Это включает вероятность того, что, когда он вступил в группу разработки атомного оружия, он действовал по инструкциям Советов. 
2. Вполне возможно он с тех пор действовал как агент разведки;
3. Вероятно с тех пор он действовал по указанию Советов, влияя на военную, атомную энергетическую, разведывательную и дипломатическую политику Соединённых Штатов.
Содержание письма не содержало новых сведений, и некоторые из них были известны ещё с момента получения Оппенгеймером допуска к работе над атомным оружием. Однако, даже при отсутствии значимых новых доказательств, никто не стремился к его увольнению с государственной службы. Несмотря на это, Эйзенхауэр опасался возможности, что обвинения могут оказаться обоснованными, и опасался того, что его решительность может быть истолкована как слабость в период маккартизма. В результате, 3 декабря 1953 года, Эйзенхауэр издал приказ о возведении «глухой стены» (англ. blank wall) между Оппенгеймером и национальными атомными секретами.

## Слушание

### Состав комиссии и процедура
21 декабря 1953 года Льюис Штраус уведомил Оппенгеймера о начале пересмотра его личного досье безопасности в связи с новыми критериями проверки, а также из-за внимания, которое привлёк Оппенгеймер своей службой в правительстве в прошлом. Штраус сообщил, что его разрешение было приостановлено, пока не будут исследованы обвинения, представленные в письме от Кеннета Д. Николса, генерального директора AEC. Оппенгеймеру был предоставлен лишь один день на принятие решения, и после консультаций со своими адвокатами он решил не подавать в отставку, а потребовал проведения слушания. В письме Николса содержались обвинения, которые Оппенгеймер считал частично верными и частично неточными. В результате обвинения его доступ к государственным секретам был временно приостановлен до выяснения обстоятельств.

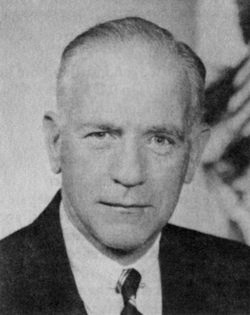
Слушание проходило под председательством Гордона Грея, президента Университета Северной Каролины.

Слушание проходило во временном помещении рядом с монументом Вашингтона, которое использовалось в качестве жилых офисов AEC. Слушание началось 12 апреля 1954 года и продолжалось четыре недели. На стороне AEC выступали Роджер Робб, опытный прокурор из Вашингтона, и Артур Роландер. А юридическую команду Оппенгеймера возглавлял Ллойд К. Гаррисон, известный нью-йоркский адвокат из юридической фирмы Paul, Weiss, Rifkind, Wharton & Garrison. Председателем Совета по кадровой безопасности был Гордон Грей, президент Университета Северной Каролины. Другими членами комиссии по слушанию были Томас Альфред Морган, промышленник на пенсии, и Уорд В. Эванс, декан химического факультета Северо-Западного университета.
Слушание было закрытым и изначально не предполагалось к публичному разглашению. В начале слушания Грей заявил о его «строгой конфиденциальности» и обещал, что никакая информация не будет раскрыта. Однако, несмотря на это обещание, по прошествии нескольких недель после окончания слушания, Комиссия по атомной энергии опубликовала полную стенограмму выступлений. Оппенгеймер и Гаррисон также нарушили конфиденциальность слушаний, обратившись к журналисту The New York Times, Джеймсу Рестону, который написал статью на второй день слушаний.
Гаррисон подал заявку на экстренное разрешение на доступ к секретной информации перед слушанием, и хотя это разрешение было предоставлено Роббу, оно не было предоставлено Гаррисону и его коллеге в ходе слушания. Это означало, что поверенные Оппенгеймера не имели доступа к той же секретной информации, которую мог видеть Робб. Кроме того, по крайней мере в трёх случаях Гаррисону и его коллеге не разрешалось присутствовать в зале слушаний из соображений безопасности, что привело к тому, что Оппенгеймер был лишён законного представителя в нарушение правил AEC.
В ходе слушаний Робб неоднократно подвергал свидетелей Оппенгеймера перекрёстному допросу, используя сверхсекретные документы, к которым адвокаты Оппенгеймера не имели доступа. Он часто читал вслух эти документы, несмотря на их секретный статус.
Бывший главный юрисконсульт AEC Джозеф Вольпе настоятельно рекомендовал Оппенгеймеру нанять в качестве своего адвоката решительного и опытного юриста. Манера ведения дела Гаррисона была дружелюбной и доброжелательной, а Робб выступал враждебно. Гаррисон добровольно предоставил комиссии и Роббу список своих свидетелей, но Робб отказался от большей открытости со своей стороны. Это дало Роббу явное преимущество в перекрёстном допросе свидетелей Оппенгеймера. Один наблюдатель заметил, что Робб «относился к Оппенгеймеру не как к свидетелю по его собственному делу, а как к лицу, обвинённому в государственной измене».
Члены комиссии по слушанию встретились с Роббом перед началом слушания, чтобы просмотреть содержимое файла ФБР об Оппенгеймере. Однако закон об административных процедурах 1946 года, известный как «исключительность записи» или «правило чистого листа», не распространялся на AEC, и поэтому слушание могло рассматривать любую информацию, включая ту, которая не была официально представлена в соответствии с установленными правилами представления доказательств. Гаррисон ходатайствовал о возможности обозреть документы, но его ходатайство было отклонено.

### Показания на слушаниях
В письме Николса из 3500 слов, было указано, что к слушанию предлагались 24 обвинения, из которых 23 касались коммунистической и левой принадлежности Оппенгеймера в период с 1938 по 1946 год, включая его запоздалое и ложное сообщение властям об инциденте с Шевалье. Двадцать четвёртое обвинение было связано с его неприятием водородной бомбы. Включение водородной бомбы изменило характер слушаний, начав расследование его деятельности в качестве советника послевоенного правительства.

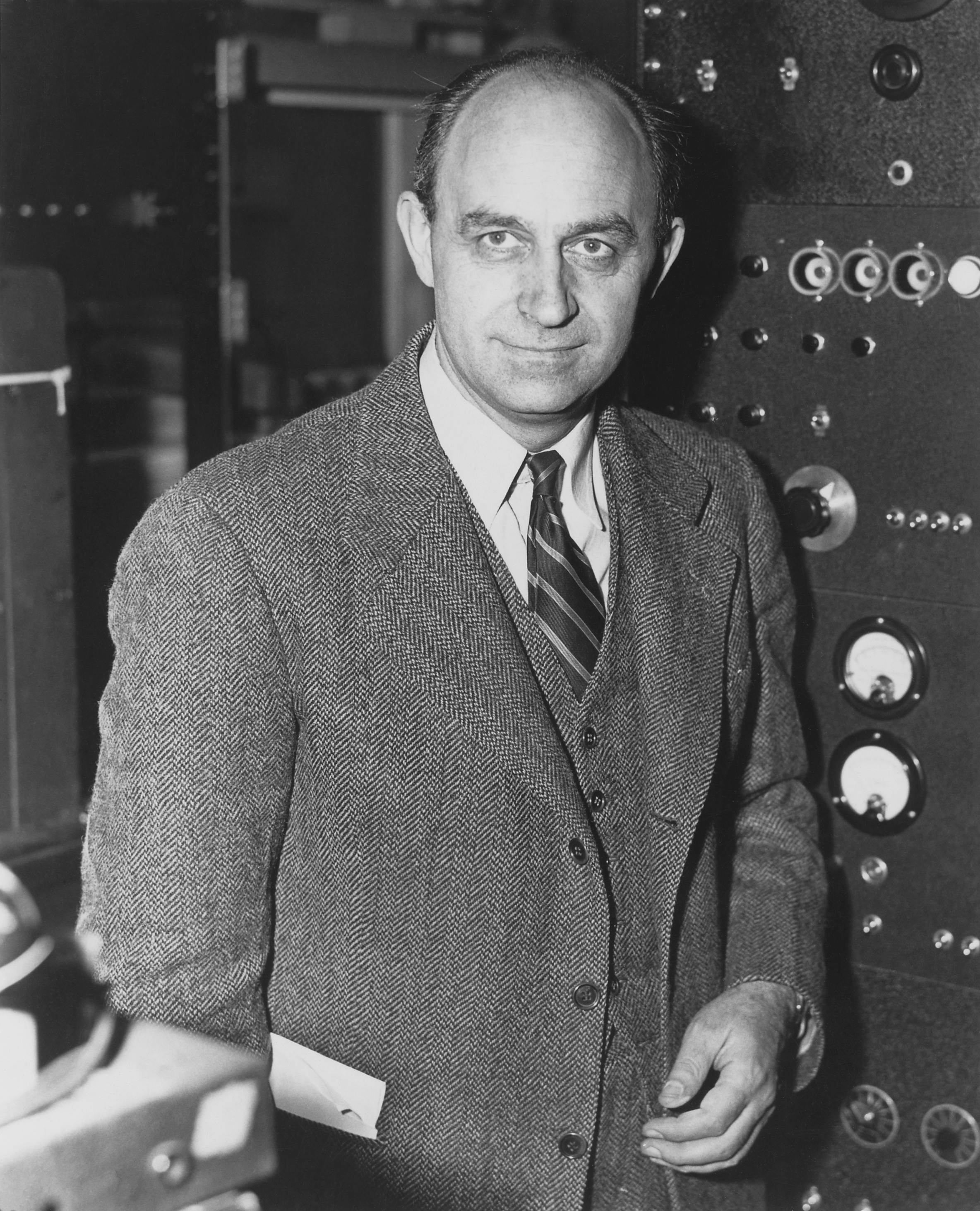
Лауреат Нобелевской премии по физике Энрико Ферми был среди выдающихся учёных, давших показания в поддержку Оппенгеймера.

Во время слушаний, которые продолжались в общей сложности 27 часов, поведение Оппенгеймера сильно отличалось от его предыдущих допросов и ответов перед Палатой по рассмотрению антиамериканских действий. Во время перекрёстного допроса Роббом, который имел доступ к сверхсекретной информации, Оппенгеймер «часто смущался, иногда был удивительно невнятным, часто извинялся за своё прошлое и даже занимался самобичеванием».
В рамках этого слушания одним из ключевых элементов были самые ранние показания Оппенгеймера об обращениях Элтентона к нескольким учёным Лос-Аламоса. Он признал, что сфабриковал историю для защиты своего друга Шевалье и лжесвидетельствовал об этом в допросах десять лет назад. Оппенгеймер не знал, что обе версии его прошлых показаний были записаны и удивился, когда вынужден был комментировать каждый из этих двух эпизодов, не имев возможности заранее ознакомиться с протоколом. На допросе Робба он признал, что обманул Бориса Пэша, офицера армейской контрразведки, относительно общения с Шевалье. Когда ему задали вопрос о причине фальсификации истории о попытке вербовки троих учёных, Оппенгеймер ответил: «Потому что я был идиотом».
Большая часть допросов Оппенгеймера была связана с его ролью в найме для Лос-Аламоса своих бывших студентов, Росса Ломаница и Джозефа Вайнберга, которые были членами Коммунистической партии. Вопросы также затрагивали его личную жизнь, включая его роман с Джин Тэтлок, коммунисткой, с которой он имел романтические отношения, пока был женат. Лэнсдейл пришёл к выводу, что его интерес к Тэтлок был скорее личного характера, чем политического. Однако это безобидное дело, возможно, приобрело более существенное значение в глазах наблюдателей .
На слушании, выступая в качестве свидетеля от AEC и против Оппенгеймера, Гровс подтвердил своё решение нанять Оппенгеймера в прошлом. Он объяснил, что отказ Оппенгеймера раскрыть информацию о Шевалье был подобен тому, как американский школьник мог бы отказаться рассказывать о своём друге. Однако на перекрёстном допросе Роббом Гровс заявил, что с учётом критериев безопасности, действовавших в 1954 году, он «не разрешил бы доктору Оппенгеймеру» получить доступ к секретной информации сегодня.
Официальная позиция ВВС заключалась в поддержке приостановки допуска к секретным материалам, что было заявлено во время показаний их главного научного сотрудника Дэвида Т. Григгса. Хотя его показания не были решающими при принятии решения, многие физики рассматривали Григгса как предателя, сравнивая его с Иудой, который предал Христа. Григгс был выдающимся физиком-теоретиком, который руководил успешной разработкой атомной бомбы во время войны.
Многие ведущие учёные, а также государственные и военные деятели дали свидетельства в пользу Оппенгеймера. Среди них были Ферми, Исидор Айзек Раби, Ганс Бете, Джон Дж. Макклой и Джеймс Б. Конант. Также свидетельствовал Лэнсдейл, который во время войны участвовал в армейском наблюдении и расследовании дела Оппенгеймера. В своём показании Лэнсдейл, будучи юристом, не поддался давлению Робба. Он доказал, что Оппенгеймер не был коммунистом и что он был «верным и осторожным».
Известно, что Эрнест Лоуренс не был активным политическим деятелем и считал, что политическая деятельность может отвлечь от научных исследований. Он не выступал ни за, ни против расследований Оппенгеймера или других учёных, стремясь держаться в стороне от подобных дел и не поддерживать их. Когда его пригласили дать показания по делу Оппенгеймера, Лоуренс сообщил, что не может это сделать из-за болезни, страдая колитом, который затянулся до его смерти 27 августа 1958 года.
Тем не менее, на слушаниях была представлена стенограмма интервью, в которой Лоуренс заявил, что Оппенгеймеру «никогда больше не следует иметь никакого отношения к формированию политики». Некоторые другие сотрудники лаборатории радиации Лоуренса дали показания против Оппенгеймера лично. Это привело к неприязни со стороны части научного сообщества к Лоуренсу и другим членам его лаборатории.
Эдвард Теллер начинал с противоположной позиции, считая неправильным подвергать Оппенгеймера расследованию по вопросам безопасности. Однако, его старые обиды на Оппенгеймера и давление со стороны Робба привели к тому, что Теллер стал свидетелем против него. Перед свидетельством Теллеру были показаны документы с неблагоприятным содержанием относительно Оппенгеймера.
Теллер признал, что считал Оппенгеймера лояльным, но также отметил, что некоторые его действия казались сложными и неоднозначными для понимания. Он выразил своё недоверие к Оппенгеймеру и сказал, что предпочёл бы видеть управление жизненными интересами страны в руках людей, которым он лично больше доверяет. На вопрос о предоставлении Оппенгеймеру допуска к секретной информации, Теллер выразил сомнение и сказал, что, основываясь на его действиях после 1945 года, было бы разумнее не предоставлять ему такой допуск.
Позиция Теллера вызвала возмущение и негативную реакцию в научном сообществе. Он был подвергнут остракизму и почти изгнан из академической науки из-за своего свидетельства против Оппенгеймера.

## Решение комиссии

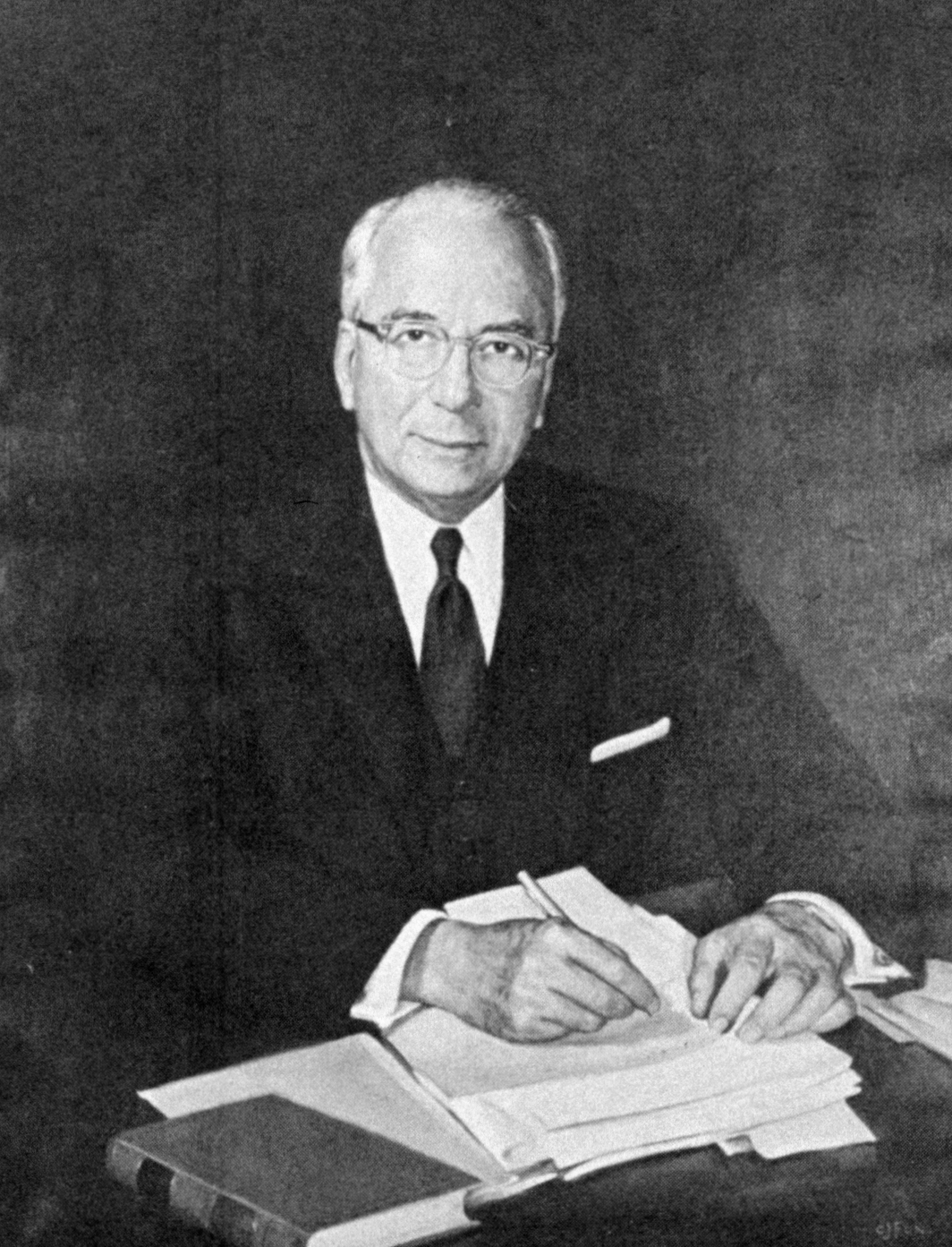
Председатель AEC Льюис Штраус, давний противник Оппенгеймера, вынес окончательный вердикт, лишив его допуска к секретным материалам.

По результатам голосования комиссии, разрешение Оппенгеймера было аннулировано большинством голосов — 2 за и 1 против. Члены комиссии Грей и Морган проголосовали за аннулирование разрешения, в то время как член комиссии Эванс проголосовал против.
В письме Николсу длиной 15 000 слов, опубликованном правлением 27 мая 1954 года, были представлены результаты расследования. Из 24 обвинений 20 были признаны либо правдой, либо правдой по существу. Комиссия не нашла доказательств того, что Оппенгеймер был членом коммунистической партии в строгом смысле этого слова. Она пришла к выводу, что Оппенгеймер является лояльным гражданином.
В письме также указывалось, что Оппенгеймер обладал высокой степенью осмотрительности и умел хранить тайну жизненно важных секретов. Однако, было отмечено, что у него была склонность к принуждению или влиянию на поведение других в течение нескольких лет. Возможно, это стало одной из причин, по которой его разрешение было аннулировано, несмотря на его проявленную лояльность и добросовестность.
Правление пришло к неутешительным выводам относительно Оппенгеймера на основе результатов расследования. Оно определило, что связь Оппенгеймера с Шевалье не соответствует стандартам безопасности, предъявляемым к лицам, которые имеют доступ к высококлассной секретной информации. Это отражало серьёзное пренебрежение требованиями системы безопасности. Его влияние на некоторых людей представляло потенциальную угрозу национальной безопасности.
Комиссия также выразила сомнения относительно будущего участия Оппенгеймера в программе создания водородной бомбы и считало, что его поведение в процессе расследования было неоткровенным в нескольких случаях.
В результате всех вышеупомянутых факторов большинство членов комиссии не рекомендовало восстанавливать допуск Оппенгеймера к секретной информации. Это означало, что он больше не имел права доступа к национальным атомным секретам, и его деятельность в качестве учёного-физика и советника в области ядерной энергии была ограничена.
В кратком несогласии Эванс выразил свою позицию в пользу восстановления допуска Оппенгеймера к секретным материалам. Он указал на то, что большая часть обвинений, которые сейчас были предъявлены Оппенгеймеру, уже находились в распоряжении AEC и были рассмотрены при его оправдании в 1947 году. Он считал, что отказать Оппенгеймеру в допуске сейчас, когда он представлял меньше рисков для безопасности, чем раньше, было бы неправильно для свободной страны.
Эванс также подчеркнул, что связь Оппенгеймера с Шевалье не свидетельствует о его нелояльности, и что он не мешал разработке водородной бомбы. Он выразил обеспокоенность тем, что отказ в восстановлении допуска Оппенгеймера создаст дурную репутацию для страны, и подчеркнул, что это может негативно повлиять на научное развитие и престиж США. Таким образом, Эванс выступал за восстановление допуска Оппенгеймера, основываясь на мнении о его лояльности и вкладе в научные исследования страны.

### Выводы Николса и решение AEC
В резком меморандуме AEC от 12 июня 1954 года, Николс рекомендовал не восстанавливать допуск Оппенгеймера к секретным данным. В меморандуме было представлено пять «заключений безопасности» (англ. — security findings), в которых Николс утверждал, что Оппенгеймер был коммунистом во всех аспектах, за исключением формального членства в партии, и что его связь с Шевалье свидетельствует о его ненадёжности. Николс также утверждал, что ложь Оппенгеймера может быть квалифицирована как преступное поведение, и что его отношение к безопасности является пренебрежительным и представляет постоянное нарушение разумной системы безопасности.
Однако меморандум Николса не был обнародован и не был предоставлен адвокатам Оппенгеймера, что означало, что Оппенгеймер и его защитники не имели доступа к этим материалам и не могли внести свои контраргументы или опровержения. Это вызвало критику и сомнения относительно справедливости как процесса, так и вынесенного по нему решения AEC о допуске Оппенгеймера.
29 июня 1954 года AEC поддержала выводы Совета по кадровой безопасности, проголосовав за аннулирование разрешения Оппенгеймера к секретным данным. Четыре члена комиссии проголосовали за, а Генри Девульф Смит выступил против. Решение было принято всего за 32 часа до истечения срока действия контракта с юридическим советником Оппенгеймера, что также означало истечение его допуска к секретной информации.
По мнению большинства, Штраус заявил, что Оппенгеймер проявил «фундаментальные недостатки личности». Он утверждал, что Оппенгеймер неоднократно демонстрировал умышленное пренебрежение обязательствами по обеспечению безопасности в своих связях. Штраус подчеркнул, что Оппенгеймер многократно нарушал обязательства, которые должны были добровольно нести граждане в государственной службе.
Это решение вызвало значительные дебаты и критику, а также привело к неприязни научного сообщества к Штраусу и другим членам AEC, которые поддержали аннулирование допуска Оппенгеймера. Оно также оказало негативное влияние на карьеру Оппенгеймера и стало одним из наиболее известных и противоречивых эпизодов в истории американской науки и политики во время «Маккартизма».
Нарушение конфиденциальности было одним из спорных моментов во время слушаний. Несмотря на заявления о строгой конфиденциальности, AEC опубликовала отредактированную стенограмму слушаний в июне 1954 года после того, как некоторая информация о слушаниях уже просочилась в прессу. Это вызвало общественный интерес, а также усилило недовольство научного сообщества по поводу несправедливого обращения с Оппенгеймером.
Однако, полные и неотредактированные стенограммы слушаний не были предоставлены публике до 2014 года. Вплоть до того момента многие детали слушаний и решений, принятых AEC, оставались секретными и подвергались спекуляциям и интерпретациям.

## Итоги и наследие
Потеря допуска к секретным материалам имела серьёзные последствия для Оппенгеймера. Он был вынужден покинуть активную роль в государстве и столкнулся с ограничением дальнейшей научной карьеры. Несмотря на то, что его не уволили с работы в Институте перспективных исследований (англ. — Institute for Advanced Study, IAS), он столкнулся с ограничениями и неприязнью в научной среде и в обществе в целом.
Оппенгеймер продолжал читать публичные лекции и проводить время на острове Сент-Джон в Карибском море. Однако его прежняя роль и влияние в научных и политических кругах были навсегда изменены.
Кай Бёрд и Мартин Дж. Шервин, авторы книги о жизни Оппенгеймера и деле о безопасности, рассматривали его судебное дело как «поражение американского либерализма», подчёркивая, что даже талантливые учёные и общественные деятели могут столкнуться с политическими репрессиями и ограничениями, если их взгляды не соответствуют ожиданиям власти. Подводя итоги дела, они писали следующее:

Через несколько лет после Второй мировой войны учёные стали считаться новым классом интеллектуалов, членами духовенства государственной политики, которые могли на законных основаниях предлагать свои знания не только как учёные, но и как публичные философы. С лишением  Оппенгеймера "сана" учёные осознали, что в будущем они будут служить государству только в качестве экспертов только по узким научным вопросам. Как позже заметил социолог Дэниел Белл, суд над Оппенгеймером означал, что послевоенная «мессианская роль учёных» подошла к концу. Учёные, работающие в системе, не могли возражать против политики правительства, как это сделал Оппенгеймер, написав в 1953 году своё эссе «Иностранные дела». Таким образом, суд стал переломным моментом в отношениях учёных с правительством. Восторжествовала самая узкая версия того, как американские учёные должны служить своей стране.
После дела о безопасности Оппенгеймер стал символом мученичества маккартизма и несправедливого преследования. Для многих в научном сообществе его преследование стало символом сдвига научного творчества из академических кругов в сферу военных интересов.
Как отмечено, некоторые учёные и администраторы, такие как Эдвард Теллер, Льюис Штраус и Эрнест Лоуренс, подверглись критике за свои милитаристские и антикоммунистические взгляды, которые в значительной степени повлияли на американских учёных и их институты, включая AEC. Это вызвало у учёных страх и недоверие к подобным организациям.
Тесты на лояльность и безопасность проводились федеральным правительством и в дальнейшем. В подобных текстах федеральным служащим задавались вопросы:
- Правильно ли смешивать белую и негритянскую плазму крови?
- В вашем послужном списке есть подозрение, что вы симпатизируете низшим классам общества. Это правда?
- Каковы были ваши чувства в прошлом по поводу расового равенства?
- Вы когда-нибудь делали заявления о «забитых массах» и «неимущих людях»[71]?

Штраус, Теллер, Борден и Робб останутся навсегда связанными с делом Оппенгеймера. Во время телеинтервью в 1962 году Эрик Ф. Голдман спросил Теллера, поддерживает ли он восстановление допуска Оппенгеймера к секретной информации. Теллер остался безмолвным и не смог дать ответа. Вопрос был удалён из версии интервью, вышедшей в эфир, но новость об этом стала заголовком. Однако президент Джон Ф. Кеннеди решил, что пришло время реабилитировать Оппенгеймера.
Теллер номинировал Оппенгеймера на премию Энрико Ферми 1963 года. Номинация была единогласно одобрена GAC и AEC и объявлена 5 апреля 1963 года. Однако 22 ноября того же года президент Кеннеди был убит, и вместо него награду Оппенгеймеру вручил президент Линдон Б. Джонсон. Вернер фон Браун резюмировал своё мнение по этому поводу шуткой в адрес комитета Конгресса: «В Англии Оппенгеймер был бы посвящён в рыцари».
Оппенгеймер умер от рака 18 февраля 1967 года.

### Более поздний анализ
Вопрос о связях Оппенгеймера с организациями коммунистической партии и его участии в ядерном шпионаже остаётся предметом дискуссий и исследований на протяжении многих лет после его смерти. Мнения по этому вопросу разделяются, и позиции меняются со временем.
В рецензии на две новые книги об Оппенгеймере в 2005 году, литературный критик журнала Time Ричард Лакайо отметил, что слушания не смогли доказать его членство в коммунистической партии или причастность к шпионажу. Однако он указал, что истинной целью слушаний было наказать Оппенгеймера, который был выдающимся критиком перехода США от атомного оружия к более разрушительной водородной бомбе. По мнению Лакайо, после слушаний Оппенгеймер больше не мог чувствовать себя комфортно в качестве публичного защитника разумной ядерной политики.
Анализ дела Оппенгеймера, представленный историком Бартоном Дж. Бернстайном в статье в Stanford Law Review, подчёркивает интересные аспекты его прошлой деятельности и допуска к секретным данным. Бернстайн отмечает, что, учитывая прошлые связи Оппенгеймера и послужной список уклонений, его допуск к высокоуровневым секретным документам вызывает вопросы. Также историк Ричард Поленберг из Корнеллского университета отмечает, что Оппенгеймер свидетельствовал о деятельности своих коллег, которые были связаны с левыми взглядами. Поленберг предполагает, что если бы допуск Оппенгеймера не был отозван, его могли бы запомнить как человека, который назвал бы имена других, чтобы защитить свою репутацию.
Автор Грегг Херкен в своей книге «Братство бомбы: запутанные жизни и лояльность Роберта Оппенгеймера, Эрнеста Лоуренса и Эдварда Теллера» (англ. Brotherhood of the Bomb: The Tangled Lives and Loyalties of Robert Oppenheimer, Ernest Lawrence, and Edward Teller) представил новые данные и обнаруженные документы, которые, по его мнению, указывали на то, что Оппенгеймер был членом Коммунистической партии. Однако он не обвинял Оппенгеймера в шпионаже. Херкен подчеркнул, что принадлежность Оппенгеймера к Коммунистической партии могла сделать его скрытным и заставить его оставаться в тени после событий 1954 года.
Научный анализ, проведённый Джоном Эрлом Хейнсом, Харви Клером и Александром Васильевым на основе обширного анализа архивов КГБ и заметок Васильева, пришёл к выводу, что Роберт Оппенгеймер никогда не был причастен к шпионажу в пользу Советского Союза. Согласно этому исследованию, Советская разведка пыталась завербовать Оппенгеймера, но не смогла добиться успеха в этом деле.
Утверждения о его шпионаже, которые возникли в связи с делом Оппенгеймера и были обсуждаемыми на протяжении многих лет, не подтверждаются и не соответствуют объёмной документации КГБ и Веноны, которая была опубликована после распада Советского Союза.
16 декабря 2022 года Дженнифер Грэнхолм, секретарь Министерства энергетики США, объявила о снятии обвинений с Роберта Оппенгеймера, которые привели к аннулированию его допуска к безопасности в 1954 году. В своём заявлении она отметила, что решение Комиссии по атомной энергии в 1954 году было ошибочным и нарушило собственные правила Комиссии. Отмечается, что со временем появились дополнительные доказательства предвзятости и несправедливости процесса над Оппенгеймером. При этом доказательства его лояльности и преданности стране были только подтверждены.

### Экранизации и отражение в литературе
Различные интерпретации истории об Оппенгеймере и его борьбе за допуск к секретным материалам могут рассматривать его историю как конфронтацию между правыми милитаристами (представляемыми Эдвардом Теллером) и левыми интеллектуалами (представляемыми Оппенгеймером) по вопросам оружия массового уничтожения. Многие историки отмечают, что такое представление является чрезмерным упрощением и не отражает полной сложности событий.
История Оппенгеймера была опубликована в беллетризованной форме, используя жанр романа с ключом. В романе Хакона Шевалье «Человек, который хотел бы стать Богом» (англ. The Man Who Would Be God), опубликованном в 1959 году, главный герой, схожий с Оппенгеймером, был переименован в доктора Себастьяна Блоха. В этом произведении Шевалье, скорее всего, изобразил свою интерпретацию событий и свои взгляды на личность и характер Оппенгеймера, возможно, представляя его в более выгодном свете.
Шевалье продолжил изучать и обсуждать эту тему в своей книге «Оппенгеймер: история дружбы» (англ. Oppenheimer: The Story of a Friendship), опубликованной в 1965 году. Книга стала более детальным исследованием, где автор рассматривает отношения Оппенгеймера, дружбу и его взгляды на политику и науку.
Пьеса «По делу Дж. Роберта Оппенгеймера» (англ. In the Matter of J. Robert Oppenheimer), написанная немецким драматургом Хайнаром Кипхардтом и опубликованная в 1964 году, инсценировала события, связанные с делом Оппенгеймера. Однако сам Оппенгеймер не одобрял пьесу и критиковал её за искажение истории и характеров вовлечённых людей. Он особенно возражал против того, как его изобразили в пьесе, описывая его, как рассматривающего создание атомной бомбы как «дело дьявола». В своём письме Кипхардту Оппенгеймер напомнил о страшных военных событиях, таких как Герника, Дахау, Ковентри, Бельзен, Варшава, Дрезден и Токио, и выразил своё несогласие с превращением исторических событий в фарс и трагедию в пьесе. Он считал, что пьеса превращает серьёзные исторические события в драматический спектакль с искажёнными фактами. Пьеса после внесения исправлений была всё же представлена на Бродвее в июне 1968 года, с Джозефом Уайзманом в роли Оппенгеймера. Пьеса вызвала значительные обсуждения и разногласия.
Критик The New York Times, Клайв Барнс, назвал пьесу «гневной» и «партийной», отмечая, что она стала на сторону Оппенгеймера, но изобразила учёного как «трагического дурака и гения». Это указывает на то, что пьеса Кипхардта поддерживала Оппенгеймера, представляя его в более благоприятном свете, но в то же время признавала его сложность и внутренние конфликты.
События использовались в графическом романе Джима Оттавиани 2001 года «Дж. Роберт Оппенгеймер, Лео Сцилард и политология атомной бомбы».
Известный режиссёр Кристофер Нолан создал биографический фильм «Оппенгеймер» в 2023 году, который включает подробные сцены как слушаний по проверке безопасности Дж. Роберта Оппенгеймера, так и слушаний по утверждению Льюиса Штрауса.
В 2023 году в издательстве АСТ вышла книга Мартина Дж. Шервина и Кая Бёрда «Оппенгеймер. Триумф и трагедия Американского Прометея».